# 9418 Mayumi
9418 Mayumi è un asteroide della fascia principale. Scoperto nel 1995, presenta un'orbita caratterizzata da un semiasse maggiore pari a 2,1890630 UA e da un'eccentricità di 0,2034099, inclinata di 0,89250° rispetto all'eclittica.
L'asteroide è dedicato a Mayumi Sato, moglie di uno degli scopritori.